# Regent's Park Open Air Theatre
Il Regent's Park Open Air Theatre è un teatro situato nella città di Westminster, collocato all'interno del Regent's Park di Londra.

## Storia
Il teatro fu fondato nel 1932 da Sydney Carrol e Robert Atkins ed edificato nei Queen Mary's Gardens, i giardini più all'interno di Regent's Park. Pur essendo completamente all'aperto il teatro dispone di camerini per il cast tecnico e artistico, il guardaroba dei costumi e il dipartimento di trucco e parrucche. Caduto in disuso nel corso degli anni, il teatro fu restaurato e riportato in funzione nel 1999. Da allora il teatro torna operativo ogni estate, quando la stagione offre quattro o cinque diversi spettacoli in cartellone per la stagione. Solitamente la stagione comprende un'opera di Shakespeare e un musical, oltre ad altre opere classiche e moderne. Timothy Sheader ne è il direttore artistico dal 2008.
Nonostante le complicazioni che possono sopraggiungere con il maltempo, il teatro ha ospitato diverse produzioni di grande successo di critica e pubblico e le sue scene sono state calcate da grandi attori del calibro di Vivien Leigh, Judi Dench, Benedict Cumberbatch, Ralph Fiennes, Michael Gambon, Jeremy Irons, Natasha Richardson, Chaim Topol, Millicent Martin e Richard E. Grant.